# Ясухіро Като
Ясухіро Като (яп. 加藤 康弘, нар. 13 травня 1986, Ґамаґорі) — японський футболіст, півзахисник.

## Ігрова кар'єра
У дорослому футболі дебютував 2009 року виступами за команду клубу «Нагано Парсейро», в якій провів один рік, взявши участь лише у 9 матчах чемпіонату, забивши 6 голів.
На початку 2010 року покинув Японію і перебрався у Таїланд, де до літа виступав за клуб «Осотспа Сарабурі», після чого до березня 2011 року захищав кольори «Армі Юнайтед».
Своєю грою привернув увагу представників тренерського штабу латвійського клубу «Гулбене», до складу якого приєднався навесні 2011 року, проте вже 7 липня того ж року перейшов у «Вентспілс», з яким став чемпіоном Латвії.
До складу «Говерли-Закарпаття» приєднався 5 лютого 2012 року, ставши першим японським легіонером в історії українського футболу. До кінця сезону відіграв за ужгородську команду всього 4 матчі в національному чемпіонаті, допомігши команді виграти першу лігу і вийти в еліту. Проте після виходу в еліту та укомплектації складу новими гравцями, Като взагалі перестав грати за команду і виступав у новому сезоні виключно за дубль. Через це в кінці серпня 2012 року контракт з гравцем було розірвано.
У вересні 2013 року підписав контракт з польським клубом «Стоміл».

## Цікаві факти
- Улюбленими гравцями футболіста є югослав Драган Стойкович, англієць Алекс Окслейд-Чемберлен та нідерландець Ар'єн Роббен[6].
- Ясухіро Като є першим японським легіонером в історії українського футболу.

## Досягнення
- чемпіон Латвії: 2011
- Переможець Першої ліги України: 2011-12